# Awing jezik
Awing jezik (awi, bambuluwe, mbwe’wi; ISO 639-3: azo), jedan od devet ngemba jezika, šire skupine južnih bantoidnih jezika, kojim govori 19 000 ljudi (2001 SIL) u provinciji Sjeverozapad u Kamerunu, sa središtem u selu Awing-Bambaluwe.
Srodni su mu jezici bafut [bfd], bambili-bambui [baw], kpati [koc], mendankwe-nkwen [mfd], ngemba [nge] i pinyin [pny].

## Vanjske poveznice
- Ethnologue (14th)
- Ethnologue (15th)
- The Awing Language